# Ethel Warwick
Ethel Maude Warwick (Hardingstone, 13 ottobre 1882 – Bognor Regis, 12 settembre 1951) è stata un'attrice e modella britannica.
Esordì come modella per alcuni artisti britannici, per poi intraprendere la carriera teatrale e cinematografica.

## Biografia

### Gioventù e studi
Nata da Frank e Maude Warwick, frequentò le scuole a Margate e a Hampstead, per poi intraprendere gli studi artistici al politecnico di Londra agli inizi degli anni 1890.

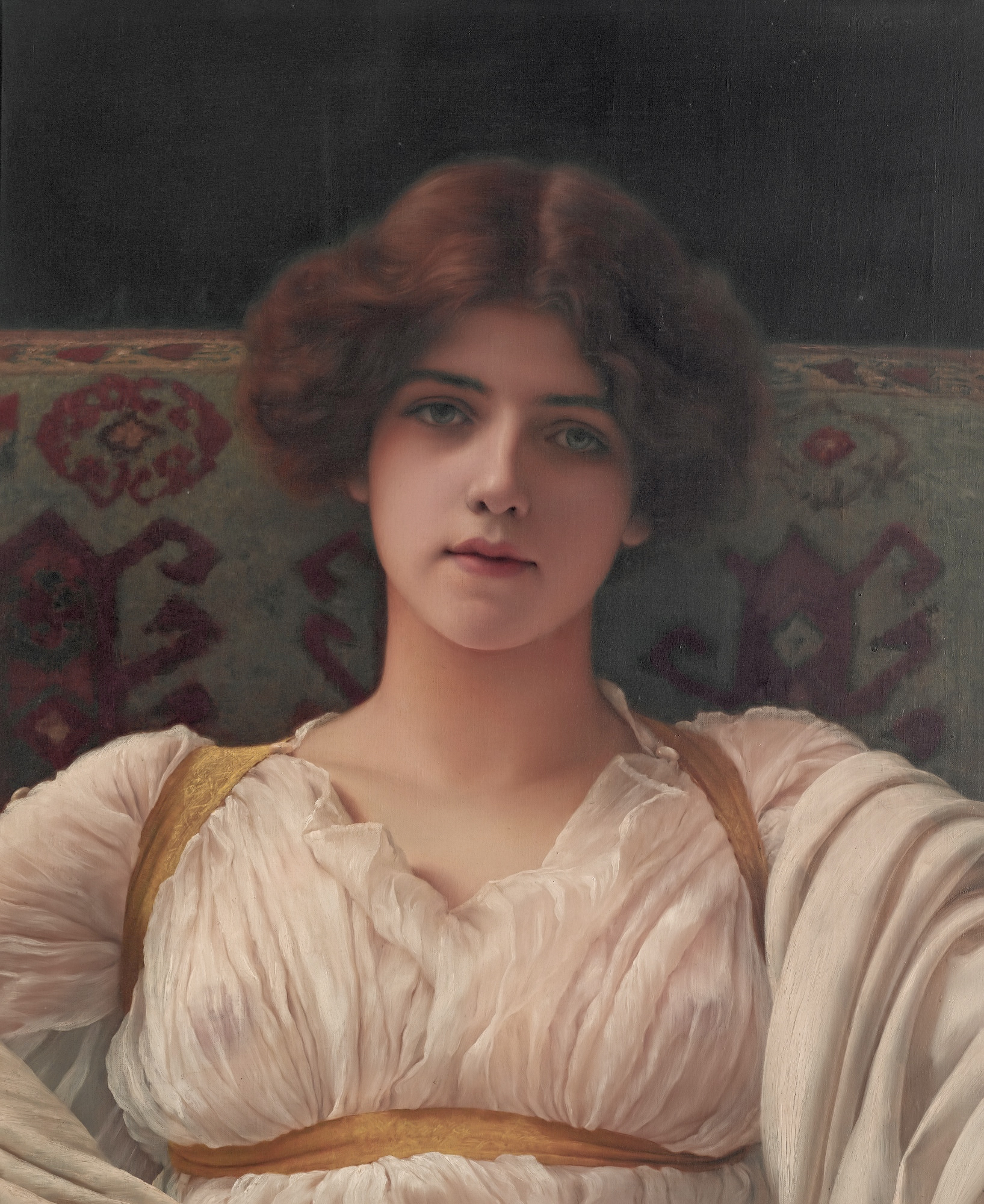
John William Godward, Studio per Miss Ethel Warwick, 1898.

Durante gli anni dei suoi studi posò per alcuni artisti per sostenere le spese accademiche. Fu così che incontrò Herbert James Draper, il quale la assunse per vari suoi dipinti, come Il lamento per Icaro. Warwick divenne presto la modella prediletta di molti artisti come John William Godward (che la ritrasse più volte, come ne L'oracolo delfico), Edward Linley Sambourne, per il quale posò nuda per una serie di studi fotografici, e James McNeill Whistler.

### Carriera da attrice
Abbandonati gli studi artistici, Warwick iniziò a prendere lezioni di recitazione presso la scuola di Henry Neville alla fine degli anni 1890, e nel luglio del 1900 fece il suo debutto al teatro di Fulham recitando nell'opera teatrale I fratelli corsi (The Corsican Brothers) nel ruolo di Emilie de L'Esparre.
In quel periodo era ancora una modella e continuò a posare per molti studi, fotografie e ritratti. Tuttavia, il 24 marzo 1906 sposò Edmund Waller, cessando la sua attività.
La coppia viaggiò per il mondo, visitando il Sudafrica e l'Australia, e una volta tornati a Londra assunsero la direzione del teatro della Regina.

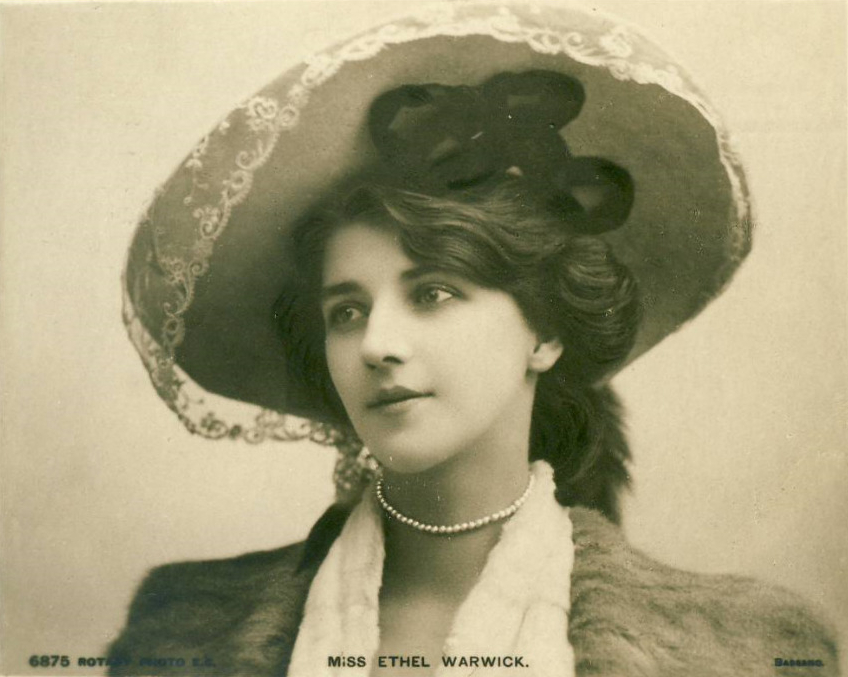
Warwick nel 1930 circa.

Dopo il divorzio sopraggiunto nel 1915, lo stile di vita stravagante di Warwick la fece cadere in bancarotta nel 1923, pur tuttavia continuando a recitare e restando nota al nuovo teatro shakespeariano di Stratford-upon-Avon. Tra gli anni '20 e '30 del XX secolo recitò in vari film.
Morì in una casa di riposo a Bognor Regis il 12 settembre 1951.

## Filmografia (parziale)
- The Magistrate (1921)
- Keepers of Youth (1931)
- Bachelor's Baby (1932)
- Letting in the Sunshine (1933)
- The Man Outside (1933)

## Galleria d'immagini

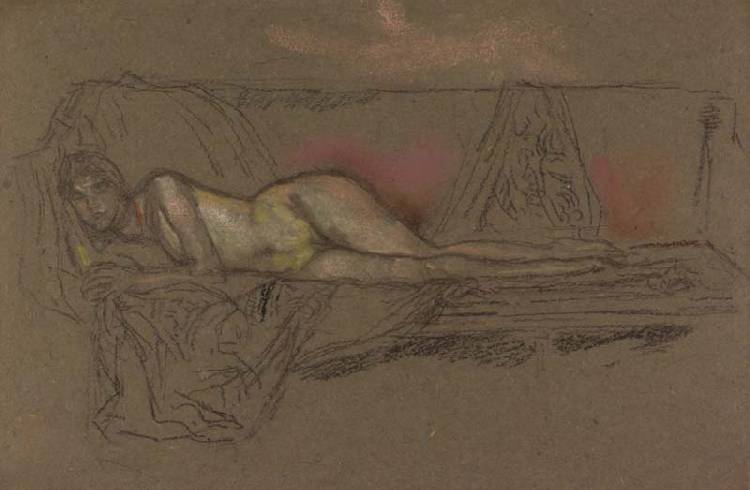
James McNeill Whistler, Ethel Warwick addormentata su un sofà, 1900.
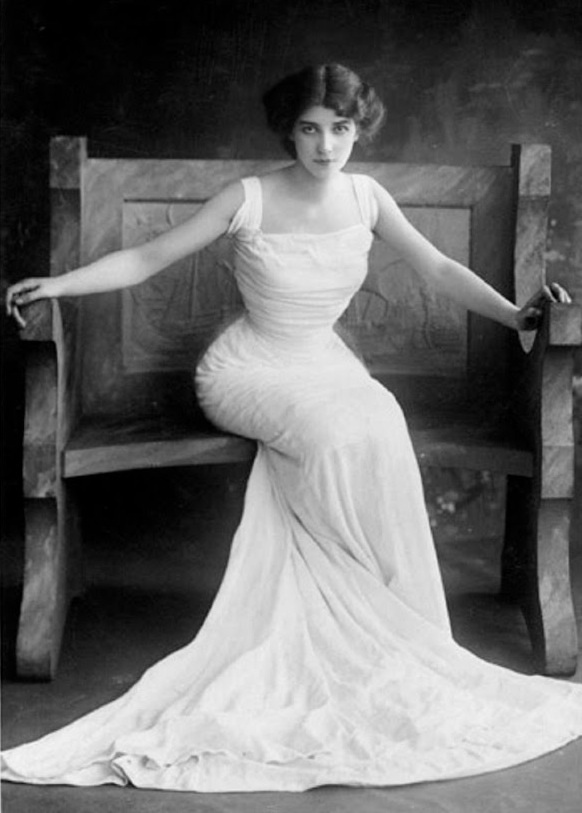
Ethel Warwick nel 1900.
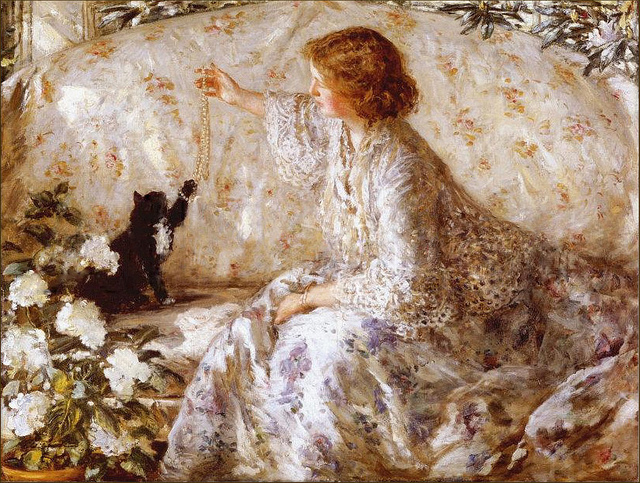
Philip Wilson Steer, Ortensie, 1901 circa.